# Abri (rotswoning)

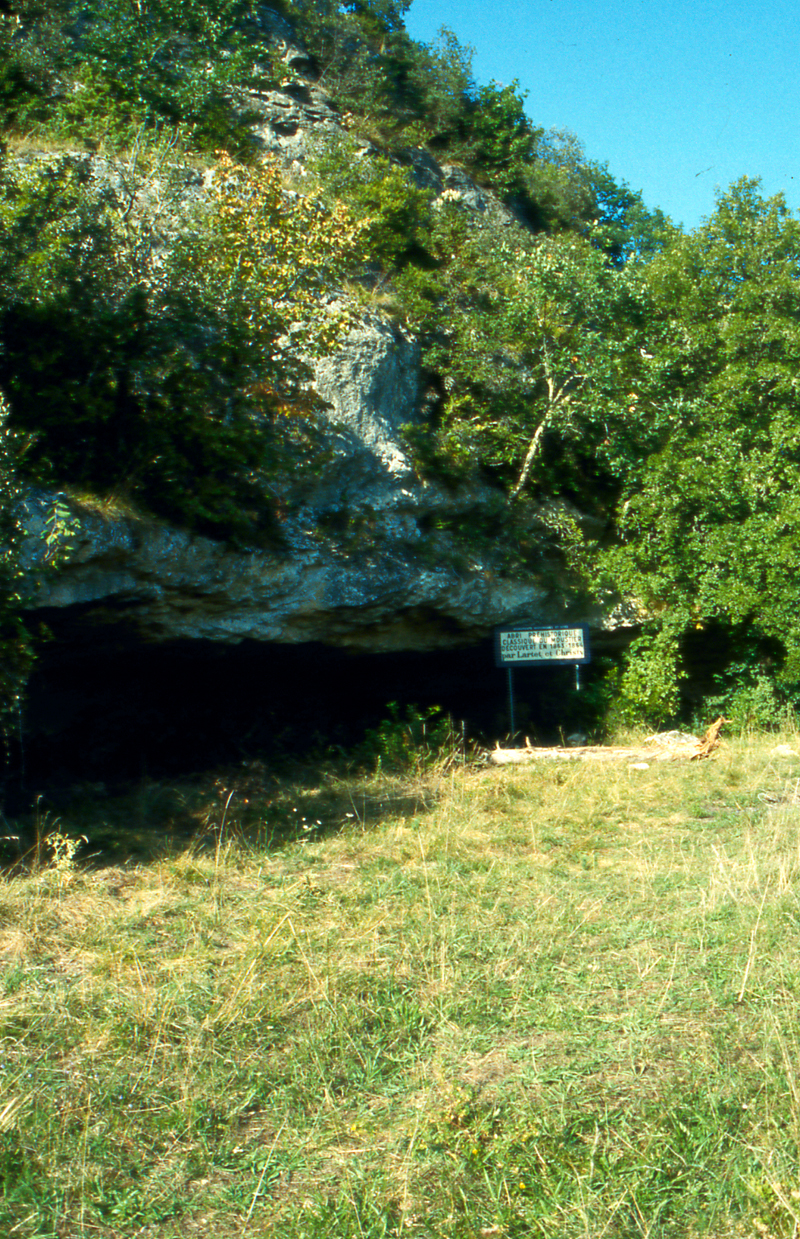
Bovenste abri van Le Moustier

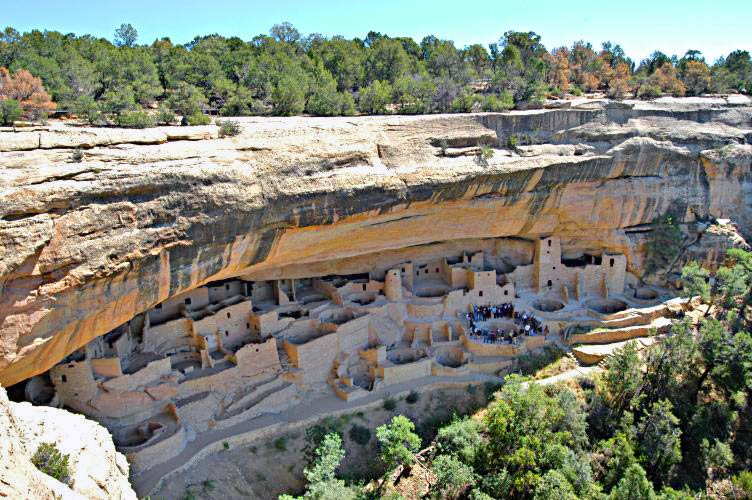
Dorp onder abri in het nationale park Mesa Verde

Een abri is de van oorsprong Franse aanduiding (abri sous roche: schuilplaats onder een rots) voor een ruimte onder een overhangende rots of een nis in een rotswand. Verschillende abri's zijn bekend geworden als vindplaatsen van overblijfselen uit de steentijd.
Omdat abri's relatieve beschutting boden waren zij vooral tijdens het paleolithicum en het mesolithicum aantrekkelijke vestigingsplaatsen. In sommige regio's bleven zij in gebruik tot in het neolithicum of later. In Noord-Amerika werden door de Anasazi-indianen onder enkele grote abri's uiteindelijk zelfs complete stenen dorpen gebouwd, die in het Mesa Verde-park bewaard zijn gebleven.
De abri's waren vooral in gebruik tijdens de laatste ijstijd (het Weichselien), 116.000 tot 11.500 jaar geleden. Ze zijn waarschijnlijk gebruikt als tijdelijke jachtkampen, omdat de omgeving toen te weinig voedsel bood om de bewoners het hele jaar door te kunnen voeden. Op grond van de aanwezigheid van resten van haardplaatsen wordt aangenomen dat het voedsel gekookt werd. Er zijn aanwijzingen dat de open zijde van de abri met behulp van organisch materiaal werd beschermd tegen de invloed van wind en regen. 
Doordat zij langdurig in gebruik bleven als woonplaats zijn in verschillende abri's opeenvolgende lagen met overblijfselen bewaard gebleven. Deze cultuurlagen vormen de basis voor de chronologische indeling van de verschillende prehistorische culturen. Zo danken de cro-magnonmens en de prehistorische culturen Moustérien en Magdalénien hun naam aan abri's waar belangrijke vondsten werden gedaan.

## Bekende abri's
- Abri de Cap Blanc
- Abri de Cro-Magnon
- Abri van Laussel
- Abri de la Madeleine
- Abri du Poisson
- Abri van Rijckholt
- Le Moustier
- Roque Saint-Christophe